# Gianluca Castellini
Gianluca Castellini del Pozzo (falecido a 1510) foi um prelado católico romano que serviu como bispo de Reggio Emilia de 1508 a 1510.

## Biografia
No dia 8 de março de 1503, Gianluca Castellini foi nomeado durante o papado de Alexandre VI como Bispo Coadjutor de Reggio Emilia. A 7 de janeiro de 1508, assumiu a posição de bispo, onde serviu até à sua morte em 1510.